# Izsák cambrai-i gróf
Izsák cambrai-i gróf (? – 948. április 30. előtt) középkori frank nemesúr, a Nyugati Frank Királysághoz tartozó Cambrai-i Grófság hűbérura.

## Élete
Szülei nem ismertek. Feltehetően 908 előtt kapta meg a grófi címet IV. Lajos keleti frank királytól, de 916 körül már III. Károly nyugati frank király egyik hűbérese, 921-ben pedig kíséretének tagja volt, amikor az találkozott I. Henrik német királlyal.
Izsák összetűzésbe keveredett Fulbert cambrai-i püspökkel, aki vérrokonság vádjával megpróbálta felbontani Izsák lányának házasságát. 921-ben III. Károly kíséretében vett részt a nyugati és a keleti frank királyok, III. Károly és IV. Lajos találkozóján. Giselbert lotaringiai herceg, Izsák és más helyi grófok 939-ben IV. Tengerentúli Lajosnak ajánlották fel a Nyugati Frank Királyság trónját.
Halálának időpontja nem ismert, feltehetően 948. április 30. előtt halt meg.

## Családja és leszármazottai
Feleségének neve nem ismert, de a hagyomány szerint Raoul cambrai-i gróf lányát vette feleségül. Két gyermekük született:
- Arnulf (? – 967), apja után I. Arnulf néven örökölte a grófi címet.
- ismeretlen lány,  a feljegyzések szerint Fulbert cambrai-i püspök vérrokonság vádjával megpróbálta felbontani Izsák lányának házasságát.[4]